# (4167) Риман
(4167) Риман (лат. Riemann) — типичный астероид главного пояса, открыт 2 октября 1978 года советским астрономом Людмилой Журавлёвой в Крымской астрофизической обсерватории и 19 октября 1994 года назван в честь немецкого математика, механика и физика Бернхарда Римана.

## Обнаружение и именование
(4167) Риман
Открыт 2 октября 1978 года в Научном Л. В. Журавлёвой.
Назван в память о немецком математическом гении Георге Фридрихе Бернхарде Римане (1826—1866).
Оригинальный текст (англ.)4167 Riemann
Discovered 1978-10-02 by Zhuravleva, L. V. at Nauchnyj.
Named in memory of Georg Friedrich Bernhard Riemann (1826—1866), German mathematical genius.
Источники: DISCOVERY.DB; M.P.C. 24121.

## Орбита

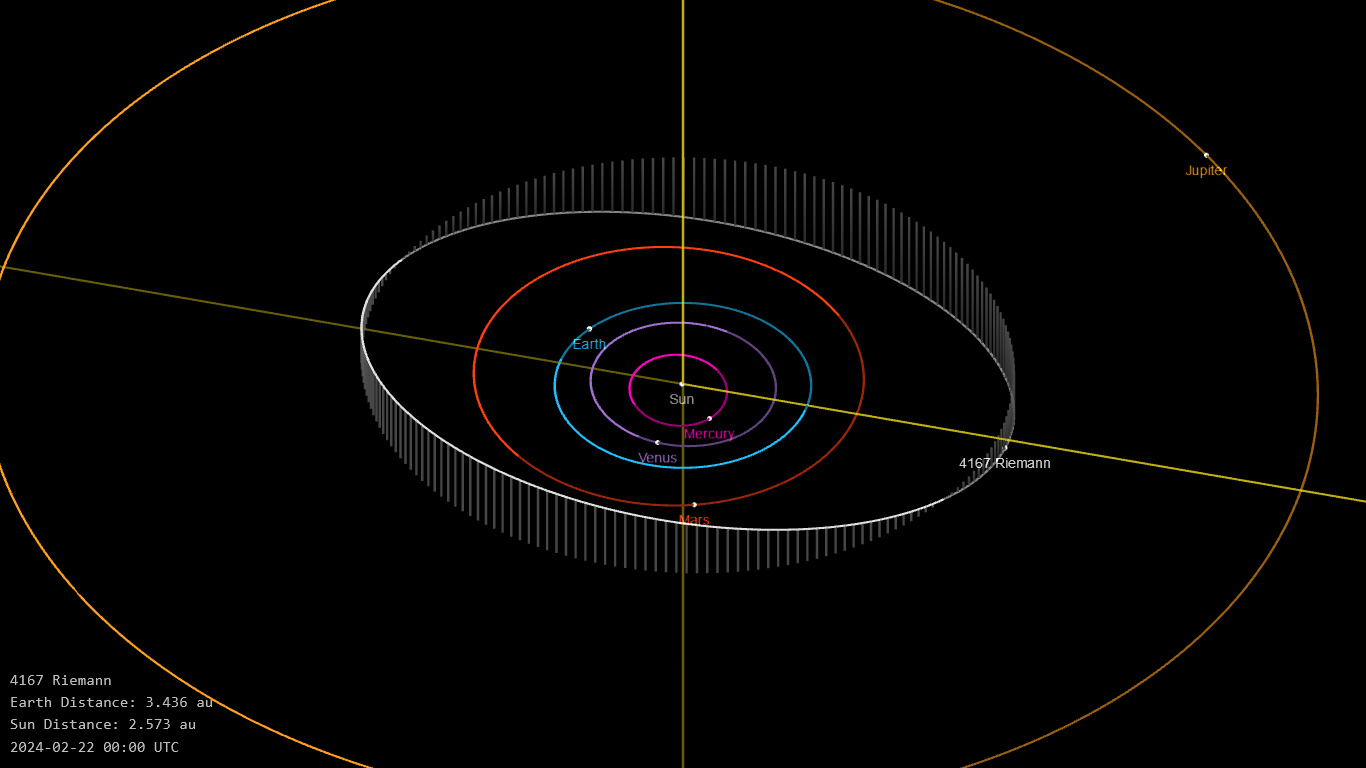
Орбита астероида Риман и его положение в Солнечной системе

## Физические характеристики
Из наблюдений системы телескопов панорамного обзора и быстрого реагирования Pan-STARRS следует, что астероид относится к таксономическому классу S.
По результатам наблюдений в видимом и ближнем инфракрасном диапазоне космического телескопа NEOWISE и наблюдений в инфракрасном диапазоне спутника Akari диаметр астероида сначала оценивался равным 10,413±0,114 км, позже — 15,00±0,49 км, 12,92±0,09 км и 10,418±0,089 км. Согласно тем же источникам альбедо оценивается как 0,3452±0,0836, 0,150±0,011, 0,202±0,030 и 0,340±0,046.